# The Young and the Hopeless
The Young and the Hopeless è il secondo album in studio del gruppo musicale statunitense Good Charlotte, pubblicato il 1º ottobre 2002.

## Descrizione
The Young and The Hopeless è l'album che ha reso celebri i Good Charlotte; uscito nel 2002, è stato subito un successo trascinato dal primo singolo estratto Lifestyles of The Rich & Famous, brano dove i gemelli Madden e la band prendono in giro la gente ricca e famosa dicendo che non sarebbe capace di sopravvivere una settimana tra la gente comune.
L'album contiene testi sia seri che scherzosi: due brani sono incentrati sulla figura del padre di Joel e Benji Madden (The Story of My Old Man e Emotionless), The Anthem è un inno all'anti-conformismo ed è stato anche scelto come brano per la colonna sonora del terzo e del quarto episodio del film di successo American Pie; inoltre da segnalare brani quali Girls & Boys, Movin' on e My Bloody Valentine, le commoventi Hold On (canzone contro il suicidio) e Emotionless.
In definitiva, a parte le ultime due canzoni elencate, l'album comprende quasi esclusivamente sonorità punk rock.

## Tracce
1. A New Beginning – 1:48
2. The Anthem – 2:55
3. Lifestyles of the Rich and Famous – 3:10
4. Wondering – 3:31
5. The Story of My Old Man – 2:42
6. Girls and Boys – 3:01
7. My Bloody Valentine – 3:54
8. Hold On – 4:06
9. Riot Girl – 2:17
10. Say Anything – 4:21
11. The Day That I Die – 2:58
12. The Young and the Hopeless – 3:32
13. Emotionless – 4:02
14. Movin' On – 3:26

## Singoli
- 6 settembre 2002 - Lifestyles of the Rich & Famous
- 28 febbraio 2003 - The Anthem
- 4 luglio 2003 - Girls & Boys
- 9 settembre 2003 - The Young & the Hopeless
- 29 dicembre 2003 - Hold On

## Classifiche
| Classifica                   | Posizione |
| ---------------------------- | --------- |
| Australian Albums Chart      | 9         |
| Austrian Top 75              | 20        |
| Swedish Top 60               | 7         |
| New Zealand Top 40           | 10        |
| UK Top 75                    | 15        |
| German Top 100               | 37        |
| Swiss Top 100                | 46        |
| Dutch Top 100                | 57        |
| French Top 150               | 63        |
| Billboard 200                | 15        |
| Billboard 200 Year-end Chart | 108       |

## Formazione
- Joel Madden - voce
- Benji Madden - chitarra
- Billy Martin - chitarra e tastiere
- Paul Thomas - basso
- Chris Wilson - batteria